# Ransom - Il riscatto
Ransom - Il riscatto (Ransom) è un film del 1996 diretto da Ron Howard e interpretato da Mel Gibson, Rene Russo e Gary Sinise. La sceneggiatura è ispirata al film del 1956 Il ricatto più vile di Alex Segal.

## Trama
Tom Mullen, magnate di una compagnia aerea privata, vive in un attico sulla 5th Avenue a New York, ha una moglie bellissima e un figlio di nove anni che adora, Sean.
Un giorno, durante una manifestazione a Central Park, un gruppo di delinquenti rapisce Sean e, poco dopo, richiede alla famiglia un riscatto di due milioni di dollari. I coniugi, dopo un iniziale tentennamento, si rivolgono alla squadra sequestri FBI, capitanata dall'agente Lonnie Hawkins.
Il capo della banda di rapitori è il poliziotto corrotto Jimmy Shaker, mentre gli altri compagni sono la fidanzata Maris, Miles Roberts e i fratelli Cubby e Clark Barnes. Questi tengono Sean legato ad un letto tenendogli chiusi gli occhi con un nastro adesivo. 
Tom si mette d'accordo con Shaker via telefono di consegnare il riscatto a Cubby il quale gli dirà un indirizzo, ma arrivato sul luogo, Tom capisce che Cubby non ne sa nulla. Tom si rifiuta di dare i soldi e Cubby lo minaccia con una pistola; a questo punto arriva la polizia che uccide Cubby, senza che abbia potuto dire niente su Sean.
Allora Tom decide di agire senza l'aiuto della famiglia e dei federali: decide in diretta televisiva di trasformare il riscatto in una taglia sui rapitori raddoppiandola. Tom ha il presentimento che se avesse consegnato i soldi il figlio sarebbe stato ucciso comunque. Per questo ha deciso di mettere alle strette i sequestratori mettendogli una taglia sulla testa, per mettere loro pressione. A questo punto Shaker si dimostra più dispotico e durante una telefonata spara un colpo di pistola facendo credere a Tom e a Kate che Sean è morto, gettandoli nella disperazione.
Shaker decide di passare al doppio gioco, sparando a Miles e Clark e facendo credere però che sia stato Miles a uccidere Clark e che poi si sia suicidato; arriva anche Maris che spara un colpo a Jimmy, il quale la uccide con due proiettili. Jimmy entra ferito nella casa dove arrivano altri poliziotti ma Jimmy fa credere di aver salvato lui il bambino, ancora legato al letto.
Jimmy viene ricoverato in ospedale e Sean torna a casa dai genitori.
Un giorno, Jimmy si presenta in casa di Tom richiedendo i soldi della taglia per poter sparire. Però il figlio di Tom, riconosce Shaker dalla voce come capo della gang e si nasconde impaurito. Nel frattempo anche Tom capisce dal figlio la vera identità di Jimmy (vedendo che il figlio si fa la pipì sotto per il terrore) e cerca di convincerlo ad effettuare il versamento attraverso una banca. 
Durante le operazioni in banca, la vera identità del poliziotto arriva anche all'orecchio dei suoi colleghi; dopo averne uccisi due con una pistola, nasce una rissa e un inseguimento in mezzo al traffico tra Shaker e Tom, dopodiché sfondano la vetrata di un negozio; Tom riesce a togliere la pistola al poliziotto, ma Jimmy cerca di prenderne un'altra nascosta nella caviglia costringendo Tom e l'agente Hawkins a sparargli alcuni colpi fino ad ucciderlo.
In quel momento, arrivano altri poliziotti che cercano di arrestare Tom, ma Hawkins ordina di lasciarlo andare, dopodiché viene portato in ospedale per le gravi ferite riportate nell'urto con la vetrata.

## Riconoscimenti
- 1997 - Golden Globe
  - Candidatura Miglior attore in un film drammatico a Mel Gibson
- 1997 - Saturn Award
  - Candidatura Miglior film d'azione/di avventura/thriller
- 1997 - ASCAP Award
  - Top Box Office Films a James Horner
- 1997 - Blockbuster Entertainment Awards
  - Miglior attore in un film di suspense a Mel Gibson
  - Miglior attrice non protagonista in un film di suspense a Lili Taylor
- 1997 - NAACP Image Award
  - Candidatura Miglior attore non protagonista a Delroy Lindo
- 1997 - Young Artist Awards
  - Candidatura Miglior attore giovane non protagonista a Brawley Nolte
- 1996 - Awards Community Circuit Awards
  - Candidatura Miglior cast